# Список глав государств в 121 году до н. э.
| 122 до н. э. ← Список глав государств по годам → 120 до н. э. |

## Азия
- Анурадхапура — Саддха Тисса, царь (137 до н. э. — 119 до н. э.)
- Армения Великая — Артавазд I, царь (160 до н. э. — 115 до н. э.)
- Вифиния — Никомед III Эвергет, царь (127 до н. э. — 94 до н. э.)
- Иберия — Мириан I, царь  (159 до н. э. — 109 до н. э.)
- Индо-греческое царство:
  - Стратон I, царь (от Гандхары/Западного Пенджаба до Матхура)  (125 до н. э. — 100 до н. э.)
  - Гелиокл II , царь (от Гандхары/Западного Пенджаба до Матхура)  (125 до н. э. — 110 до н. э.)
  - Зоил I, царь (в Паропамисадах, Арахозии и Гандхаре)  (130 до н. э. — 120 до н. э.)
- Иудея — Иоанн Гиркан I, этнарх  (134 до н. э. — 104 до н. э.)
- Каппадокия — Ариарат VI Эпифан Филопатор, царь (130 до н. э. — 116 до н. э.)
- Китай (Династия Хань) — У-ди (Лю Чэ), император  (141 до н. э. — 87 до н. э.)
- Коммагена — Сам II,  царь (130 до н. э. — 109 до н. э.)
- Корея:
  - Махан — Маён, вождь (144 до н. э. — 113 до н. э.)
  - Пуё:
    - Кохэса, тхандже (170 до н. э. — 121 до н. э.)
    - Ковуру, тхандже (121 до н. э. — 86 до н. э.)
- Намвьет — Чьеу Ань Тэ, император (125 до н. э. — 113 до н. э.)
- Осроена — Абду бар Мазур, царь (127 до н. э. — 120 до н. э.)
- Парфия — Митридат II Великий, царь (124 до н. э. — 91 до н. э.)
- Понтийское царство — Митридат V Эвергет, царь (150 до н. э. — 120 до н. э.)
- Сабейское царство — Ярим Эймин, царь (145 до н. э. — 115 до н. э.)
- Сатавахана — Сатакарни II, махараджа (134 до н. э. — 78 до н. э.)
- Селевкидов государство (Сирия) — Антиох VIII Грип, царь (125 до н. э. — 96 до н. э.)
- Хунну — Ичжисе, шаньюй (126 до н. э. — 114 до н. э.)
- Шунга — Пулиндака, император (122 до н. э. — 119 до н. э.)
- Япония — Кайка, тэнно (император) (158 до н. э. — 98 до н. э.)

## Африка
- Египет — Птолемей VIII Эвергет, царь (144 до н. э. — 116 до н. э.)
- Нумидия — Миципса, царь (148 до н. э. — 118 до н. э.)

## Европа
- Боспорское царство — Перисад V, царь (125 до н. э. — 109 до н. э.)
- Ирландия — Эоху Айрем, верховный король (131 до н. э. — 116 до н. э.)[1]
- Одрисское царство (Фракия) — Бифис, царь (167 до н. э. — 120 до н. э.)
- Римская республика:
  - Луций Опимий, консул (121 до н. э.)
  - Квинт Фабий Максим Аллоброгик, консул (121 до н. э.)

## Галерея

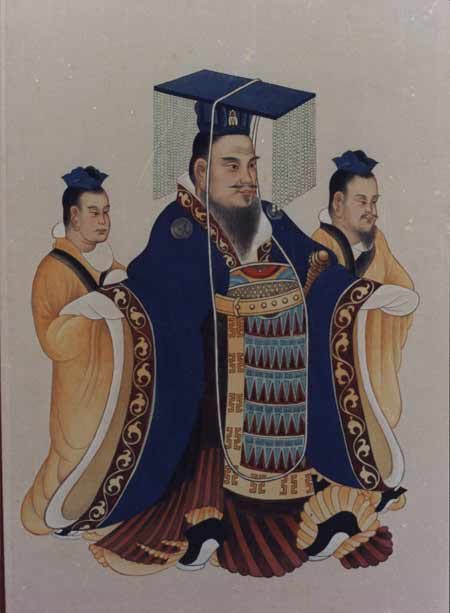
У-ди 141 до н.э.— 87 до н.э. Император Китая
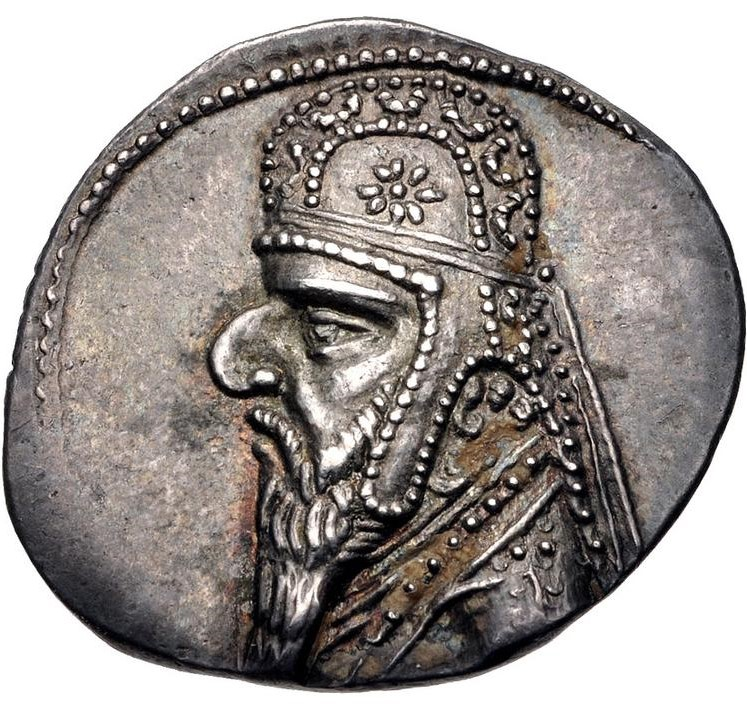
Митридат II Великий 124 до н.э.— 91 до н.э. Царь Парфии
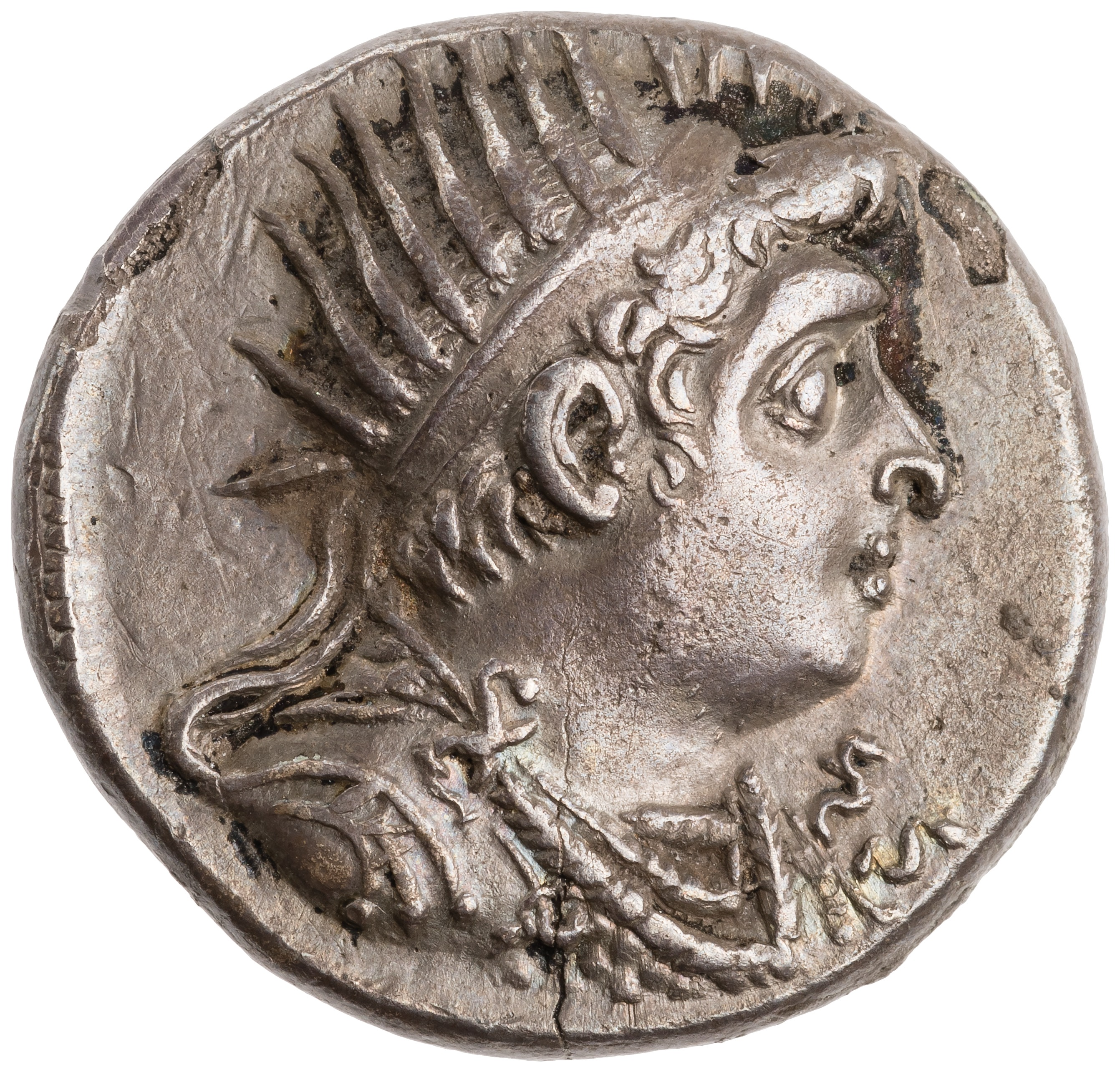
Птолемей VIII Эвергет 144 до н.э.— 116 до н.э. Царь Египта
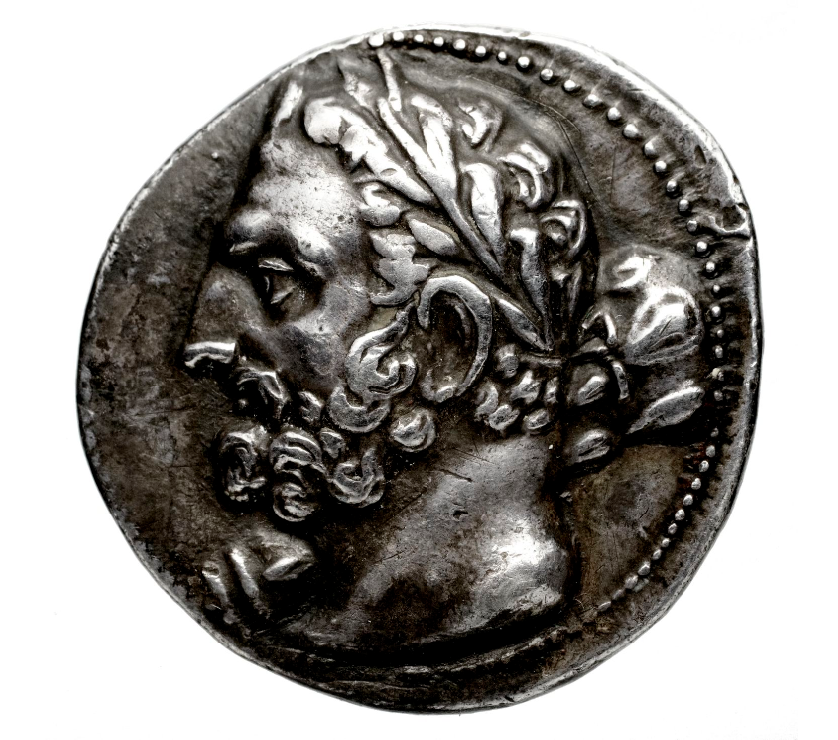
Миципса 148 до н.э.— 118 до н.э. Царь Нумидии
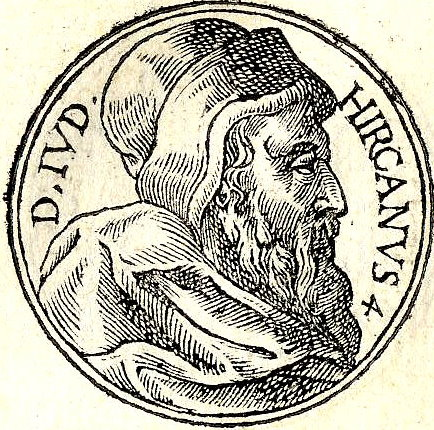
Иоанн Гиркан I 134 до н.э.— 104 до н.э. Этнарх Иудеи
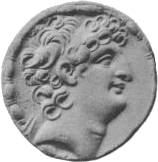
Антиох VII Грип 125 до н.э.— 96 до н.э. Царь Сирии
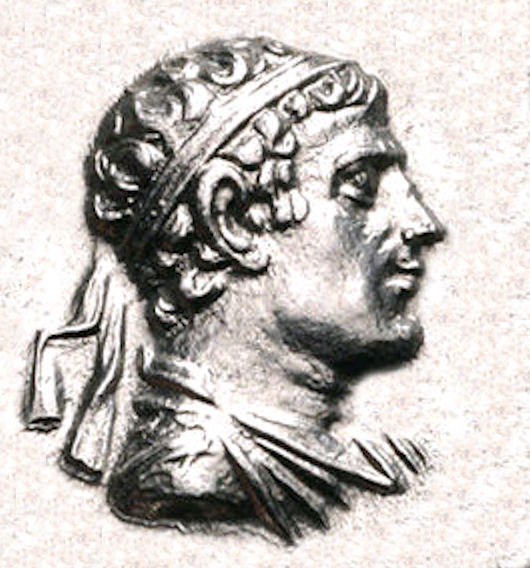
Зоил I 130 до н.э.—120 до н.э. Индо-греческий царь
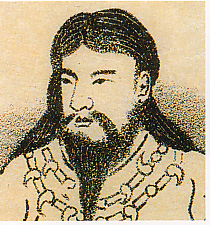
Кайка 158 до н.э.—98 до н.э. Император Японии